# デジトラックス
デジトラックス Digitraxはアメリカの鉄道模型のデジタルコマンドコントロール(DCC)システムとデコーダ等の付属品のメーカーである。1980年代にDCCに参入し、現在はパナマシティ (フロリダ州)に本社を置く。
デジトラックスの部材(スロットル、ブースター等)はLoconet独自のネットワークを介して相互に接続することができる。これらは単純な6P6C電話線とRJ12コネクタで接続できる。

## 関連記事
デジトラックスの製品に対応するオープンソース鉄道模型管理ソフト:
- JMRI
- ロコレイル